# Мегинвард фон Фрайзинг
Мегинвард фон Фрайзинг (на немски: Meginward von Freising, Meinward, Megenhard; † 28 април 1098) е 20. епископ на Фрайзинг от 1078 до 1098 г.

## Произход и управление
Мегинвард от рода на графовете на Шайерн е привърженик на папата през борбата за инвеститура и от 1086 г. трябва да се наложи също военно против геген-епископ Херман фон Епенщайн. Помага му верният на папата баварски херцог Велф I.
Като епископ Мегинвард има успешно християнско мисиониране на населението в Бохемия.